# Liu Zhiyu
Liu Zhiyu (刘 治宇S; Shenzhen, 5 gennaio 1993) è un canottiere cinese, vincitore del bronzo nel due di coppia ai Giochi olimpici di Tokyo 2020.

## Biografia
Ha vinto il suo primo titolo continentale ai Giochi asiatici di Incheon 2014 nel 4 di coppia. Risultato replicato anche ai campionati asiatici di Pechino 2015 l'anno successivo.
Si è laureato campione iridato ai mondiali di Ottensheim 2019 nel 2 di coppia, assieme a Zhang Liang.
Ha rappresentato la Cina ai Giochi olimpici estivi di Tokyo 2020 nel due di coppia, dove sempre con Zhang Liang, ha vinto il bronzo, terminando alle spalle delle imbarcazioni di Francia (Hugo Boucheron e Matthieu Androdias e Paesi Bassi (Melvin Twellaar e Stef Broenink).

## Palmarès
- Giochi olimpici

Tokyo 2020: bronzo nel 2 di coppia;
- Mondiali

Ottensheim 2019: oro nel 2 di coppia;
- Giochi asiatici

Incheon 2014: oro nel 4 di coppia;
- Campionati asiatici

Pechino 2015: oro nel 4 di coppia;